# 胡好
胡好（Aw Hoe，1919年—1951年），南洋富商「萬金油大王」胡文虎的第三子，出生於英属印度緬甸，香港老牌中文報章《星島日報》及星島體育會創辦人，1951年因飛機失事逝世。

## 生平
1919年，胡好於英屬印度緬甸出生，是南洋富商胡文虎的第三子。1923年，胡文虎將永安堂總行离開緬甸，遷到南洋，年僅四歲的胡好隨父遷居新加坡，就讀於新加坡啟發學校，中學畢業後，到入讀嶺南大學華僑班為華僑班學生會會長。
1937年，胡好原擬在廣州籌辦《星粵日報》（報館位於广州永安堂），惟不久後發生「七七事變」，國內局勢不穩，胡好奉父命到香港籌辦《星島日報》，1938年8月1日正式出版，胡好親自擔任社長。由於反應甚佳，稍後增辦《星島晚報》、《星島晨報》、及《星島週報》。
1940年，在香港創辦星島體育會，以雄厚財力向班霸南華高薪挖角，組成巨型班參賽，1940-41年度球季，首次參加香港甲組足球聯賽便獲得季軍。翌季，即1941-42年度球季，星島更是開季便一直領先，可惜由於日軍於12月8日開始空襲香港，球季被迫中途終止。
在二次大戰期間，胡好照顧了很多球員，戰後又為球員爭取福利，協助籌建子弟學校，以及成立球員組織，與建立密切關係，又有份擔任1948年倫敦奧運中華民國足球隊的選拔委員會成員。
戰後第二屆聯賽，星島體育會於1946-47年度重新加入香港甲組足球聯賽，便贏得甲組聯賽、士丹利木盾賽、高級組銀牌賽、乙組聯賽四項冠軍，並於1947年夏天遠征歐洲，成為中國足球史上第一支遠征歐洲的球會。胡好於1947-48年度及1949-50年度，兩度資助另一支華人球隊傑志，獲得甲組聯賽冠軍。1948-49年度球季，胡好擔任南華足球部主任，帶領南華贏得該會戰後首個聯賽錦標。
胡好被譽為1940年代香港球壇教父，人稱「胡波士」，對當年香港球壇影響巨大，惟亦有人認為他自恃財雄勢大，網羅大部份優質球員，壟斷了香港球壇，對他大肆攻擊，令胡好意興闌珊退出球壇，返回新加坡經商。
1951年農曆正月十三日（2月18日），胡好乘搭報社專機飛往馬來亞視察業務，於泰馬邊境失事墜毀，他與機上其他八名人員全部罹難，終年僅32歲。

## 胡好盃
為紀念胡好對足球的貢獻，香港足球總會與新加坡足球總會共同創辦「胡好盃港星埠際賽」，每年輪流於香港與新加坡兩地舉行，首屆賽事於1952年4月底在新加坡舉行。
香港足球總會於1988年復辦胡好盃足球賽，比賽形式改為於每年球季展開之前，由上屆香港甲組足球聯賽冠軍對香港聯賽選手隊，賽事一共舉行十屆，於1998年停辦。